# سیارک ۱۲۱۳۶
سیارک ۱۲۱۳۶ (به انگلیسی: 12136 Martinryle، نامگذاری:3045P-L) دوازده هزار و صد و سی و ششمین سیارک کشف شده‌است که در ۲۴ سپتامبر ۱۹۶۰ کشف شد.